# Kritzraedthuis
Het Kritzraedthuis is een monumentaal pand uit de 17e eeuw in de binnenstad van Sittard.
Het pand is gelegen aan de Rosmolenstraat 2, op de hoek van de Plakstraat, enkele meters verwijderd van het Klooster Sint Agnetenberg.

## Geschiedenis
Het Kritzraedthuis is, getuige de muurankers, gebouwd in het jaar 1620. Een protestantse rentmeester heeft opdracht gegeven tot de bouw van het pand als woonhuis. Het gebouw heeft verder nog verschillende functies gekend. Sinds 2000 is in het pand de plaatselijke VVV gehuisvest.
Het pand geniet sinds 1967 beschermd als rijksmonument.

## Beschrijving
Het bakstenen gebouw met kruiskozijnen van Naamse steen en mergelen waterlijsten is gebouwd in de zogenaamde Maaslandse renaissancestijl en bestaat uit vijf bouwlagen en een kelder. Hoewel de hoofdtoegang zich tegenwoordig aan de Rosmolenstraat bevindt, ligt de oorspronkelijke voorgevel aan de Plakstraat. De toegangspoort die hier was gelegen is vervangen door een groot raamkozijn, getuige de overgebleven contouren van een poortboog.
Het Kritzraedthuis is genoemd naar de jezuïet en schrijver Jacob Kritzraedt, die het pand ooit bewoond heeft. Zijn naam is ook verleend aan de Stichting Jacob Kritzraedt, een stichting die zich inzet voor het behoud van monumentale en monumentwaardige gebouwen in Sittard.